# Piotr Ławrow
Piotr Ławrowicz Ławrow, ros. Пётр Ла́врович Лавро́в, ps. „P. Mirtow” (ur. 2 czerwca?/14 czerwca 1823 w Meliechowie k. Noworżewa w guberni pskowskiej, zm. 6 lutego 1900 w Paryżu) – rosyjski myśliciel, publicysta i działacz rewolucyjny. Jeden z głównych, obok Michaiła Bakunina i Nikołaja Michajłowskiego, ideologów ruchu narodnickiego. Autor tekstu Marsylianki robotniczej.
Rosyjski rewolucjonista, pułkownik artylerii i profesor wyższych uczelni wojskowych w Petersburgu. Za sympatię dla Czernyszewskiego został zesłany do guberni wołogodzkiej. Tu powstało jego słynne dzieło: Listy historyczne. Parę miesięcy po zesłaniu, w 1870 Ławrow uciekł do Paryża, gdzie stanął po stronie komunardów. Na emigracji spędził trzydzieści lat swojego życia. Przez jego niewielkie mieszkanie w paryskiej kamienicy przewinęło się wielu luminarzy polskiej lewicy. Ławrow znajomość z Cyprianem Kamilem Norwidem zawdzięczał swej żonie Polce, Annie Czaplickiej. Po śmierci żony Ławrow opuścił Francję. W Anglii przebywał do 1877, po czym wrócił do Paryża.